# Mohammed Berrajaâ
Mohammed Berrajaâ (arabisch محمد براجع, DMG Muḥammad Birāǧaʿ; * 29. Juni 1971 in Oujda) ist ein ehemaliger marokkanischer Handballspieler, der als Handballtrainer arbeitet. Berrajaâ verbrachte seine aktive Karriere in seinem Heimatland, in Tunesien und in Katar.
Im Jahr 2012 wurde er zum besten Handballer in der Geschichte Marokkos gewählt.
Berrajaâ spielte von 1989 bis 2007 für die marokkanische Nationalmannschaft und ist mit 274 Spielen der Rekordspieler der Marokkaner. Er nahm an den Weltmeisterschaften 1995, 1997,
1999, 2001, 2003 und 2007 teil. 2001 gehörte er zu den Toptorschützen. Bei der Handball-Afrikameisterschaft der Männer 2006 holte er die Bronzemedaille.
2021 wurde er zum Trainer der marokkanischen U-21-Nationalmannschaft ernannt.

## Vereinstitel
Marokko
Mit Kawkab Marrakesch gewann er vier Meisterschaften, vier Pokalsiege und einen kontinentalen Titel.
- Marokkanische Meisterschaft
  - 1992, 1993, 1994, 1996
- Marokkanischer Pokal
  - 1991, 1992, 1993, 1994
- Afrikanischer Pokal der Pokalsieger
  - 1996

Tunesien
Seine erste Auslandsstation war der tunesische Club Africain, mit denen er fünf Titel gewann. Beim arabischen Cup der Pokalsieger wurde er 1999 zum Spieler des Turniers ernannt.
- Tunesische Meisterschaft
  - Meister: 1998, 2000
  - Vizemeister: 1997, 1999
- Tunesischer Pokalsieger
  - 1997, 1998
- Arabischer Pokal der Pokalsieger
  - 1999

Katar
In Katar spielte er für drei Vereine und gewann mehrere nationale und internationale Titel. Die meisten davon mit Rekordmeister Al-Sadd Sports. 2002 gewann er die Klub-WM.
- Katarische Meisterschaft
  - 2001, 2002, 2004

- Katarischer Emir-Pokal
  - 2001, 2002, 2003, 2004, 2005, 2006, 2007

- Katarischer Kronprinzenpokal
  - 2001, 2004, 2005, 2006

- Asiatische Champions League
  - 2001, 2002, 2003, 2004, 2005

- IHF Super Globe
  - 2002